# Jakob Bührer
Jakob Bührer (* 8. November 1882 in Zürich; † 22. November 1975 in Locarno) war ein Schweizer Journalist und Schriftsteller.

## Leben
Jakob Bührer verlebte seine Kindheit in Schaffhausen in ärmlichen Verhältnissen. Er absolvierte eine kaufmännische Lehre und machte sich danach als Redaktor verschiedener kleinerer Zeitungen einen Namen mit angriffiger Sozial- bzw. Kulturkritik.
Nach dem Erfolg seines Buches Aus Konrad Sulzers Tagebuch war er ab 1917 einige Jahre als freier Schriftsteller tätig, verfasste kabarettistische und sozialkritische literarische Texte. Sein Beitritt zur Sozialdemokratischen Partei der Schweiz und sein Eintreten für die Ziele der Partei unter dem Eindruck des Armeeeinsatzes gegen Demonstranten in Genf 1932 kostete ihn seinen Arbeitsplatz als Leitartikler der Basler National-Zeitung und seine ökonomische Grundlage. Publizistische Tagesarbeiten für die Partei- und Gewerkschaftspresse, auch als Lektor und Übersetzer der Büchergilde Gutenberg bildeten bis zu seinem Lebensende die Grundlage seines Einkommens.
Seine zweite Ehefrau war die Schweizer Schriftstellerin und Feministin Elisabeth Thommen, deren Liaison mit dem Schriftsteller Hans Morgenthaler Turbulenzen auslöste. 1916 malte Victor Surbek ein Porträt von Bührer.
Als Bührers literarisches Hauptwerk kann die unvollendete Trilogie Im roten Feld gelten, die erstmals in den Jahren 1938, 1944 und 1951 veröffentlicht wurde. Es handelt sich um den Versuch einer literarischen Schweizer Geschichte während der Zeit der Französischen Revolution.
Sein Nachlass befindet sich seit 1984 im Schweizerischen Literaturarchiv in Bern.

## Werk
Im Zentrum seines literarischen Schaffens und seiner zahlreichen Romane standen die Darstellung individueller sozialer Schicksale und ihr Zusammenhang mit gesellschaftlichen Prozessen (etwa der Wirtschaftskrise der 1930er Jahre) in der Schweiz.

«Er starrte auf die Urne. Dort stand das seltsam geformte Ding. Dort hinein legte jeder seine Überzeugung, seinen Glauben an das Gute, an das Gerechte! Aus diesem Gefäss kam es hervor, was gut, was gerecht war in diesem Land! Das Gute, die Gerechtigkeit war also nicht etwas, das einfach da war, sondern es quoll aus dem Verstand, dem Herzen und Willen der Menschen dieses Landes?»

### Lyrik
- Eines tut Not. Sonette, 1965

### Prosa
- Kleine Skizzen von kleinen Leuten. Bern 1910.
- Aus Konrad Sulzers Tagebuch. Autobiographischer Roman. Bern 1917.
- Brich auf! Erzählung. Bern 1921.
- Kilian. Utopischer Roman. Leipzig/Zürich 1922.
- Man kann nicht… Roman. Zürich 1932.
- Sturm über Stiflis. Roman. Zürich 1934.
- Das letzte Wort. Roman. Zürich 1935.
- Im Roten Feld. Trilogie. Zürich 1938/1944/1951.
- Yolandas Vermächtnis. Roman. Zürich 1957.

### Drama
- Volk der Hirten. Mundart-Satire. Pfauentheater (Schauspielbühne des Zürcher Stadttheaters) Zürich, 1918
- Ein neues Tellenspiel. Theaterstück. Schauspielhaus Zürich, 1927.
- Galileo Galilei. Dramatische Dichtung in fünf Akten. Zürich 1933.